# Siphloplecton basale
Espèce
Siphloplecton basale est une espèce d'insectes appartenant à l'ordre des éphéméroptères.